# Schefflera trianae
Schefflera trianae är en araliaväxtart som först beskrevs av Jules Émile Planchon, Jean Jules Linden och Élie Marchal, och fick sitt nu gällande namn av Hermann August Theodor Harms. Schefflera trianae ingår i släktet Schefflera och familjen araliaväxter.
Artens utbredningsområde är Colombia. Inga underarter finns listade.